# Mortes em junho de 2025
Mortes em 2025: ← Janeiro – Fevereiro – Março – Abril – Maio – Junho – Julho – Agosto – Setembro – Outubro – Novembro – Dezembro →
Esta é uma relação de pessoas notáveis que morreram durante o mês de junho de 2025, listando nome, nacionalidade, ocupação e ano de nascimento.

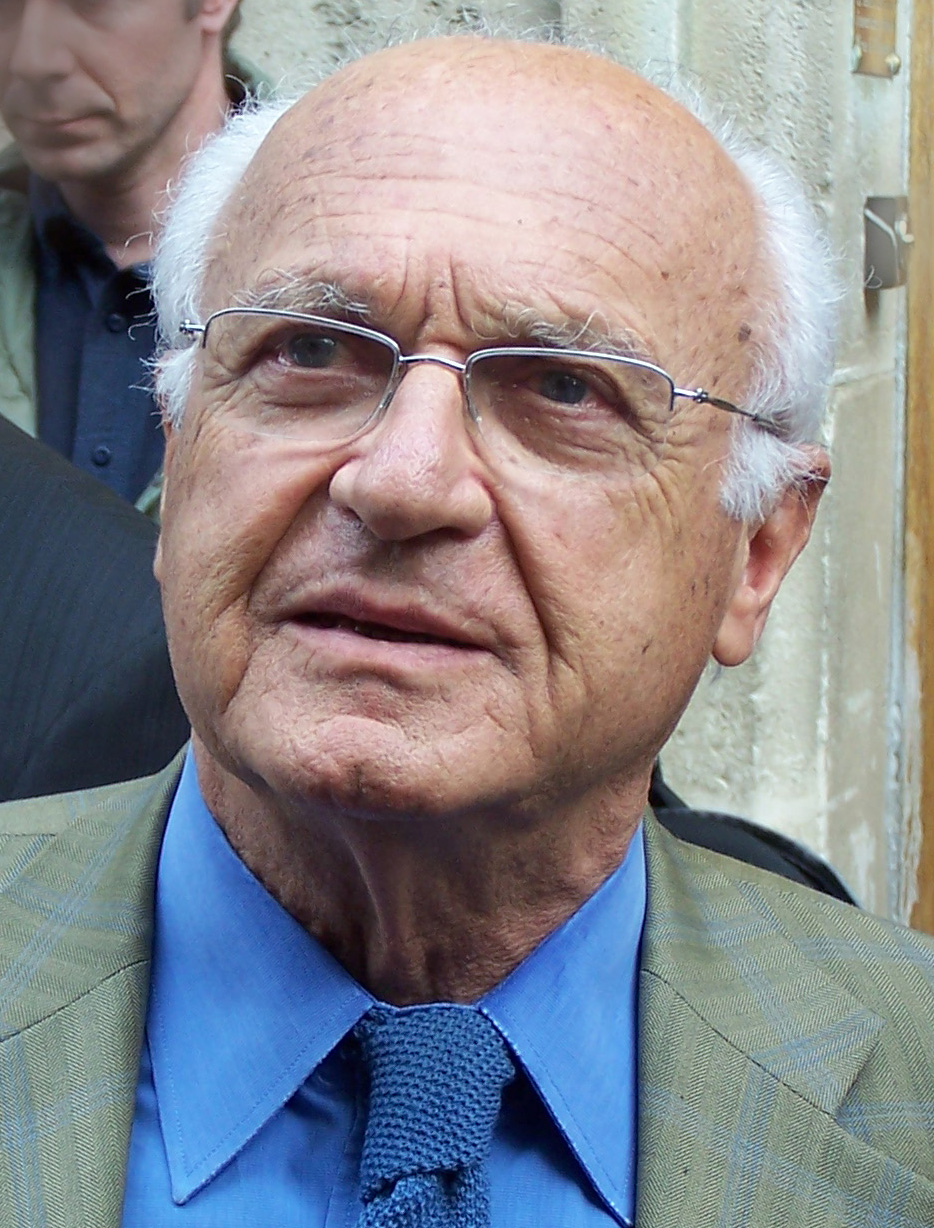
Pierre Nora, historiador francês.

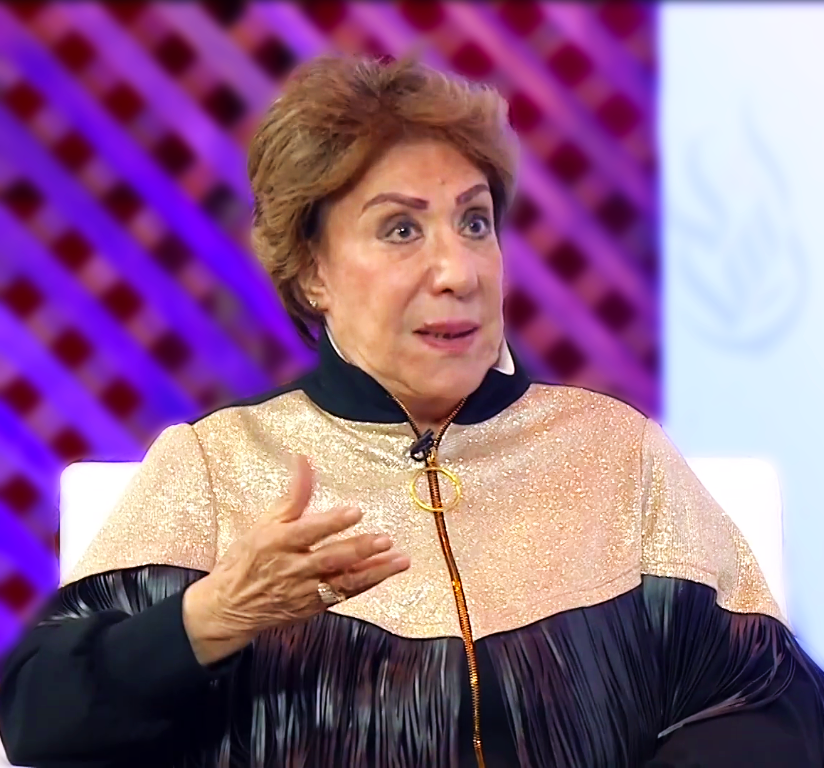
Samiha Ayoub, atriz egípcia.

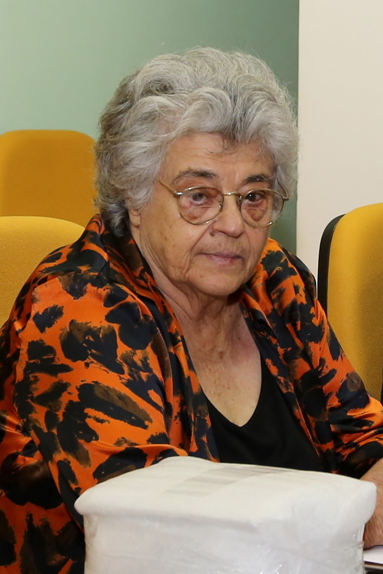
Niède Guidon arqueóloga, pesquisadora e professora universitária franco-brasileira.

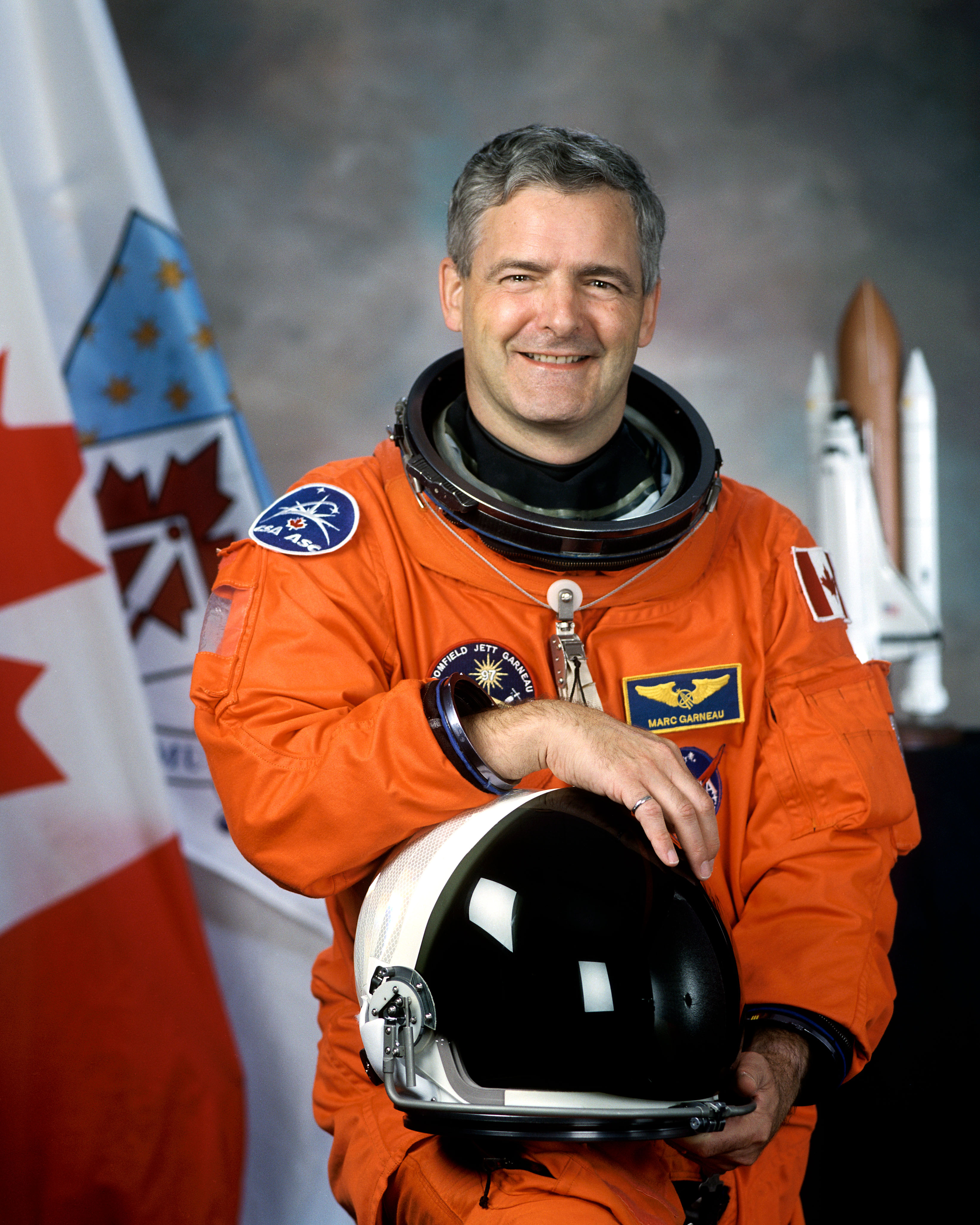
Marc Garneau, astronauta e político canadense.

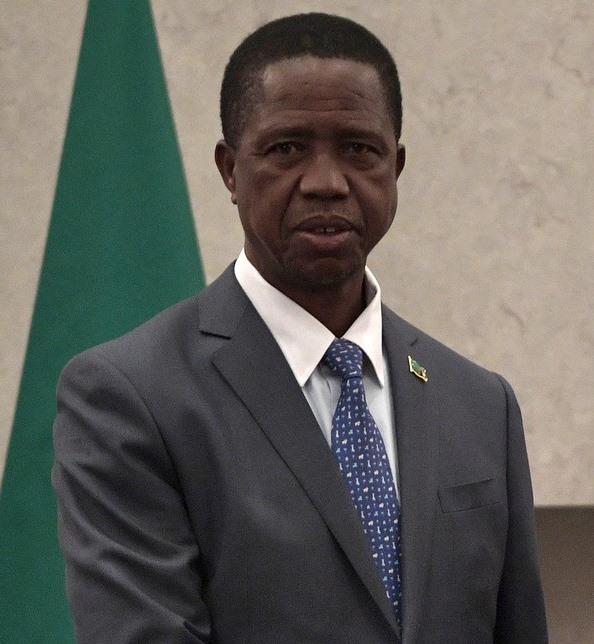
Edgar Lungu, político zambiano.

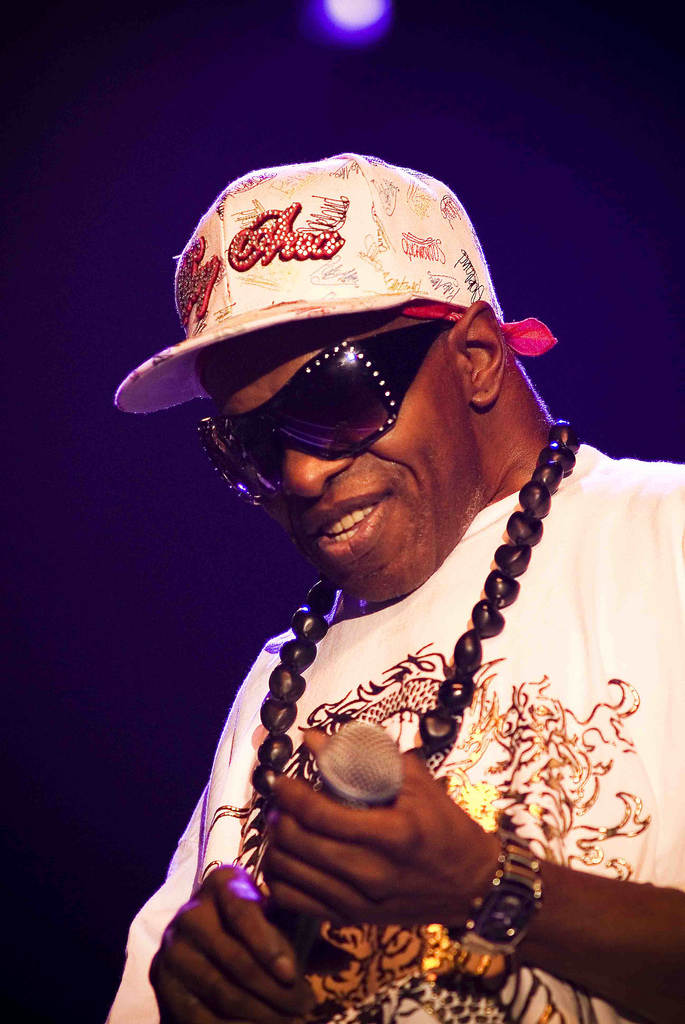
Sly Stone, músico estadunidense.

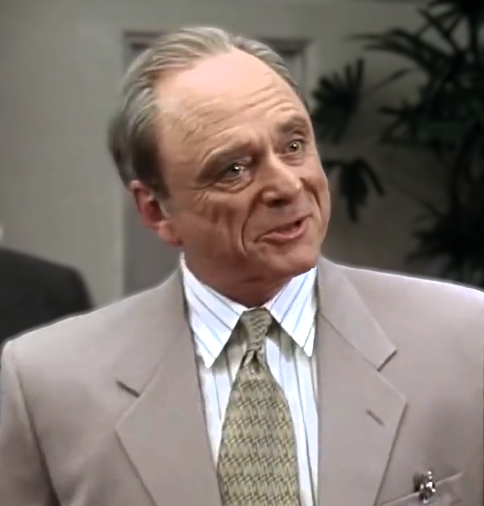
Harris Yulin, ator estadunidense.

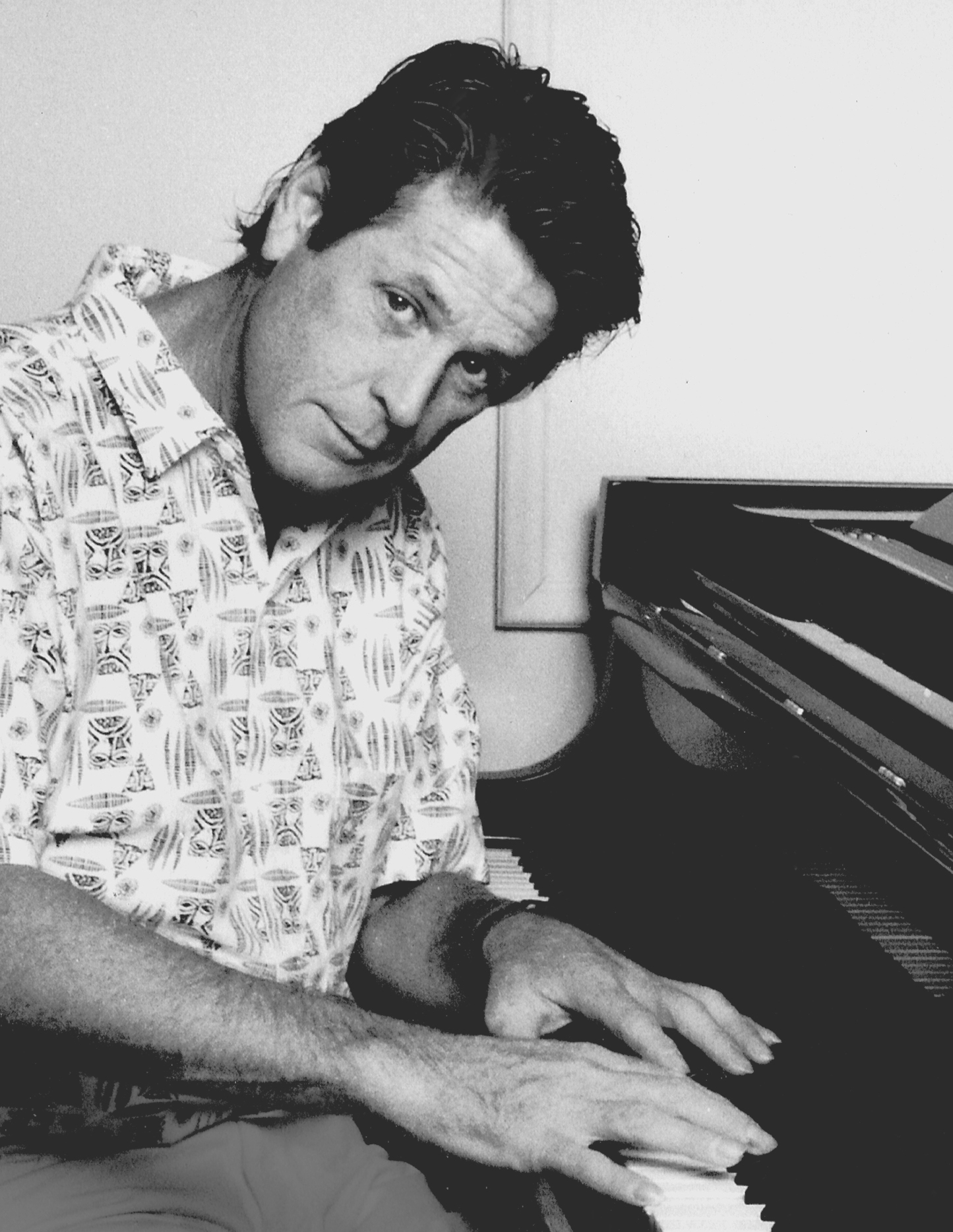
Brian Wilson, músico estadunidense.

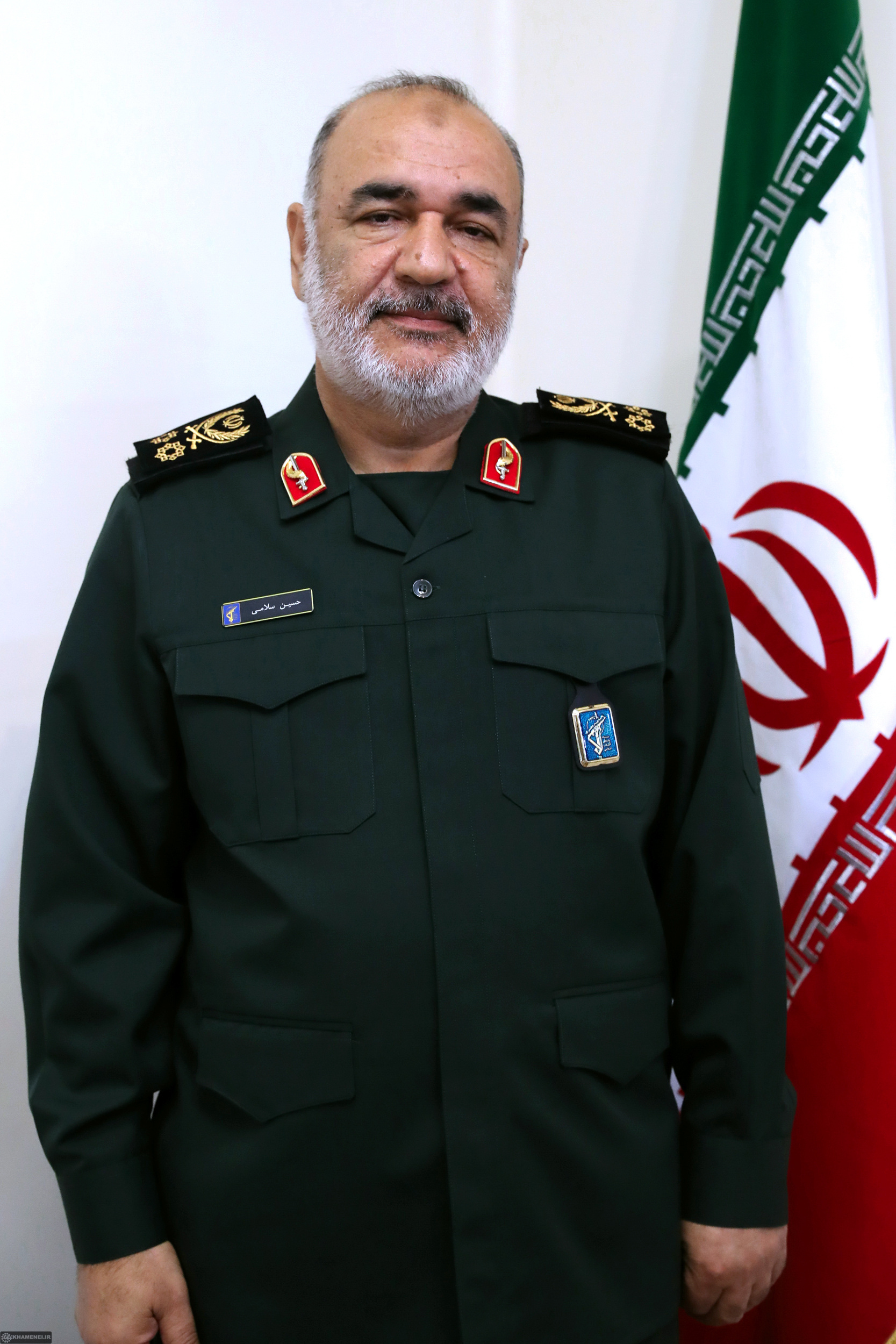
Hossein Salami, militar iraniano.

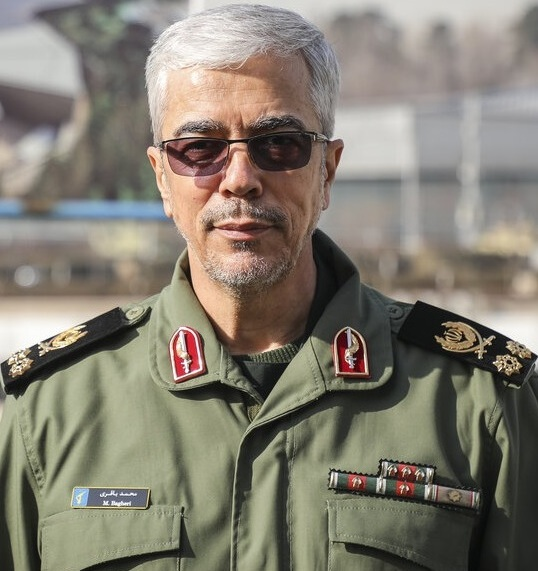
Mohammad Bagheri, militar iraniano.

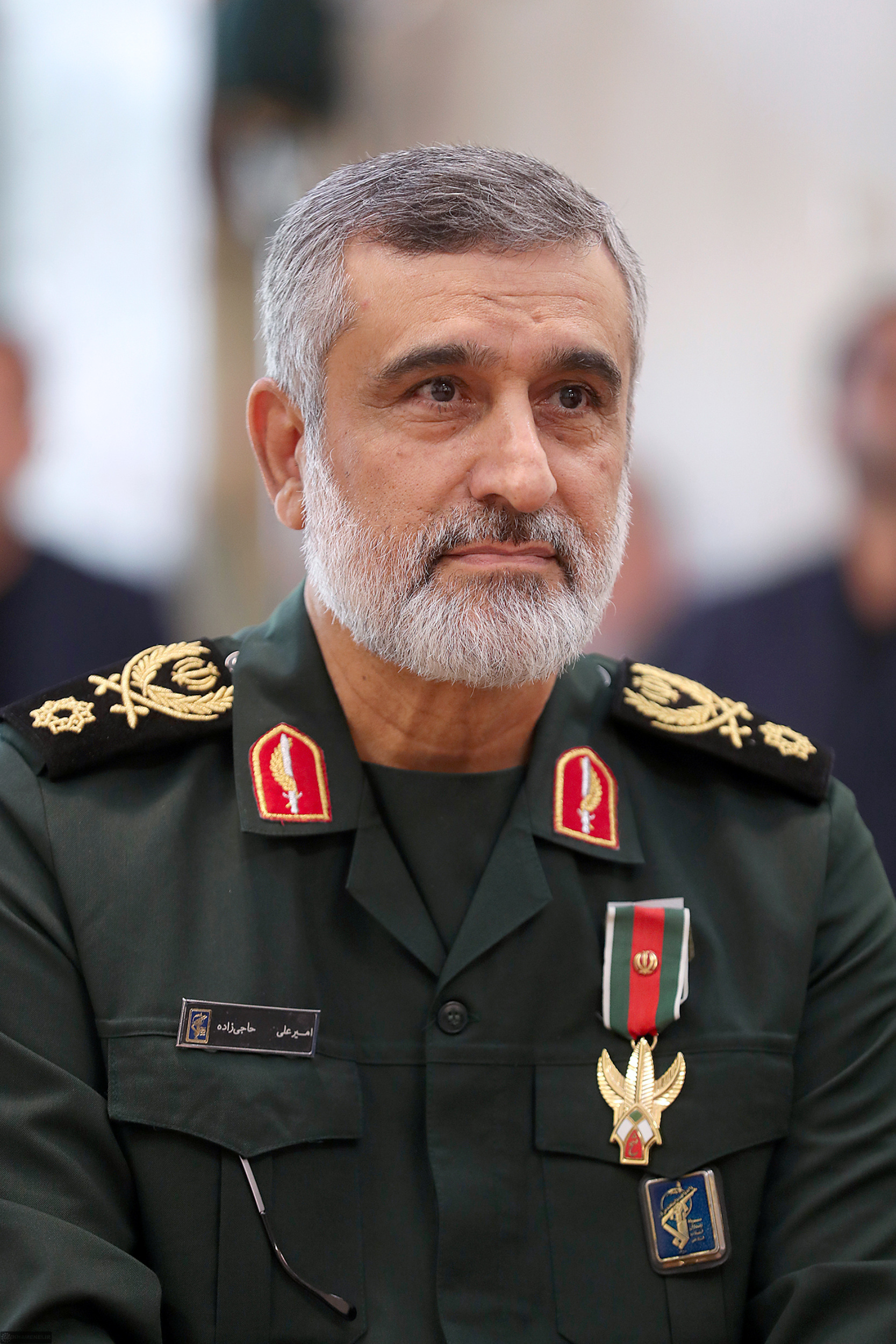
Amir Ali Hajizadeh, militar iraniano.

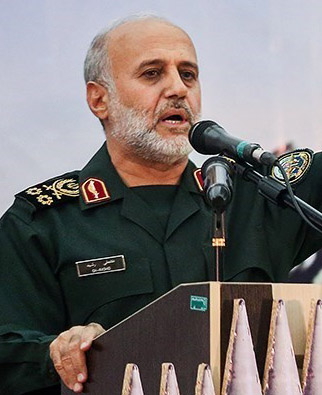
Gholam Ali Rashid, militar iraniano.

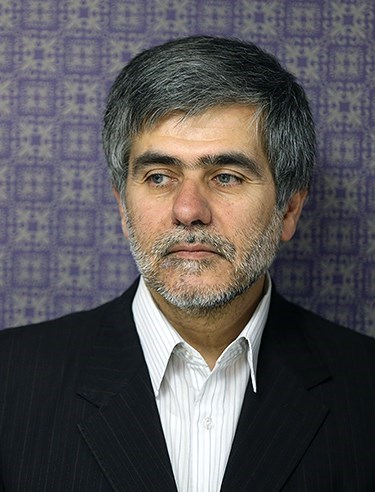
Fereydoon Abbasi, cientista iraniano.

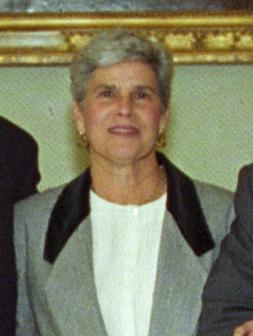
Violeta Chamorro, política nicaraguense.

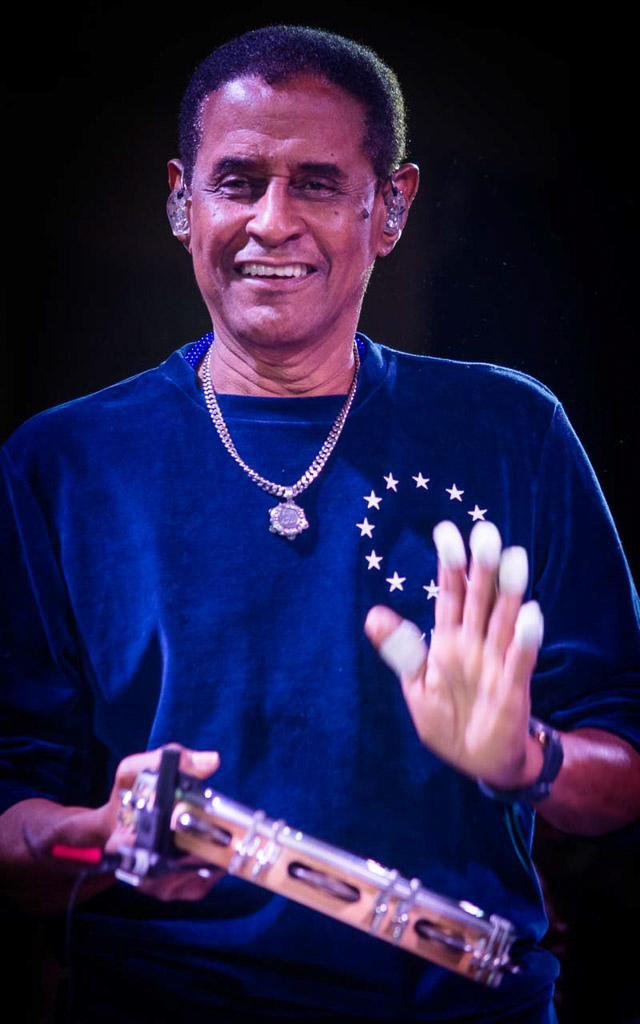
Bira Presidente, cantor e compositor brasileiro.

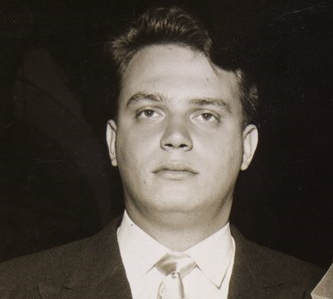
Cícero Sandroni, escritor e jornalista brasileiro.

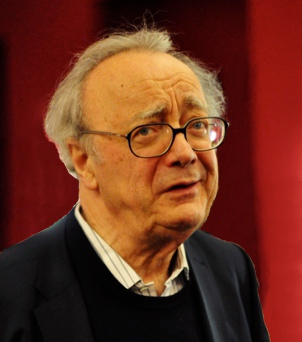
Alfred Brendel, compositor austríaco.

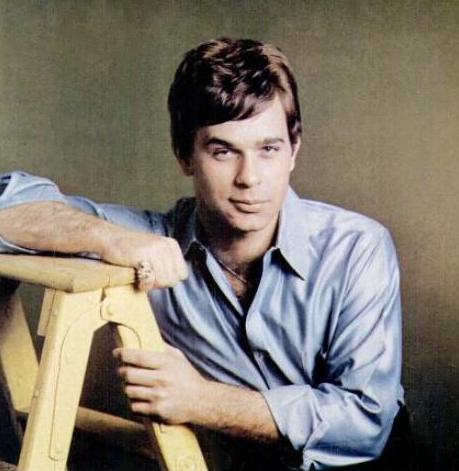
Lou Christie, cantor e compositor estadunidense.

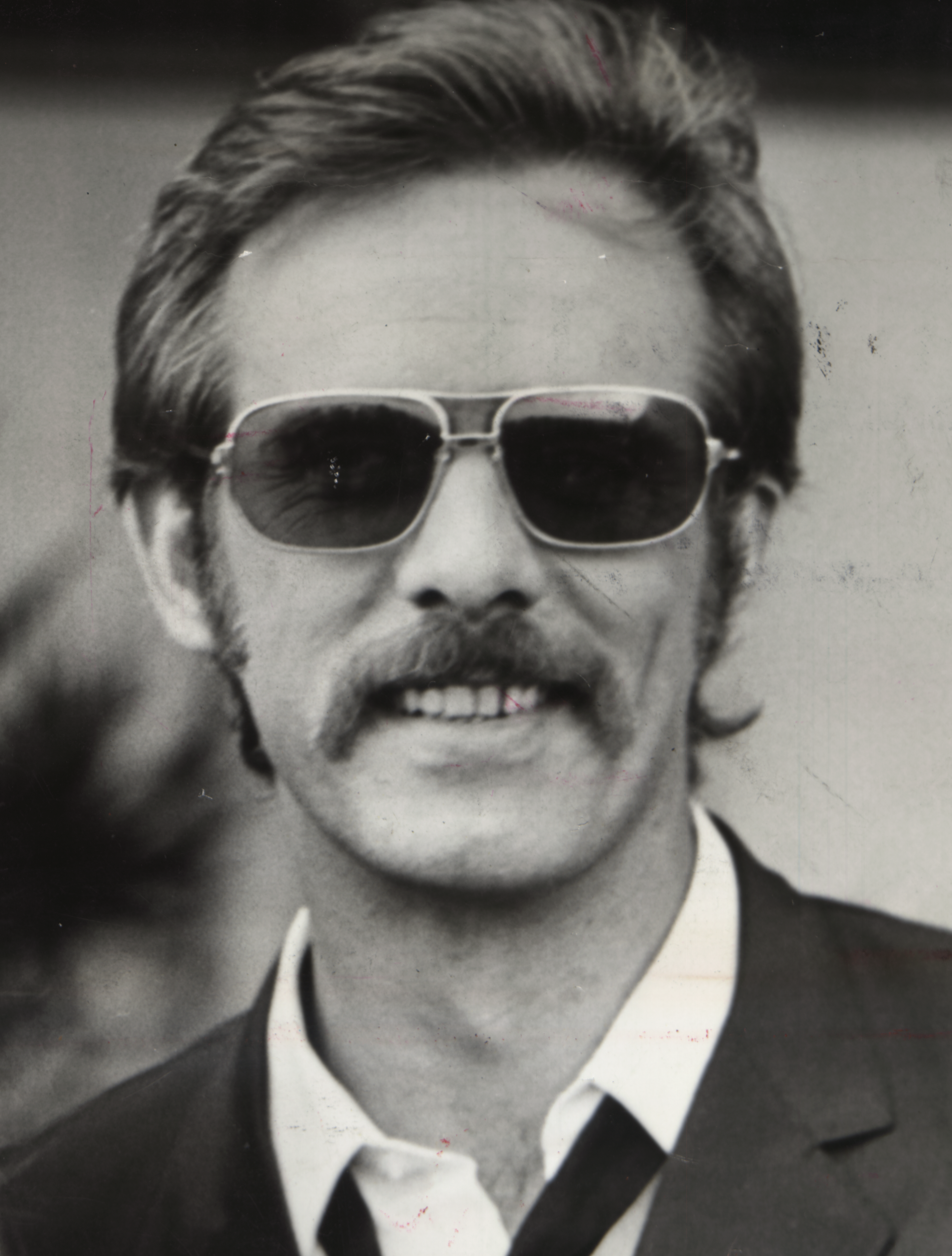
Francisco Cuoco, ator brasileiro.

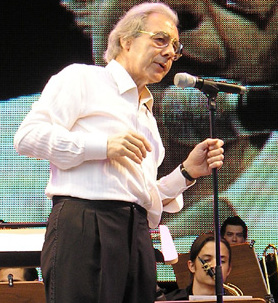
Lalo Schifrin, pianista e compositor estadunidense, nascido na Argentina.

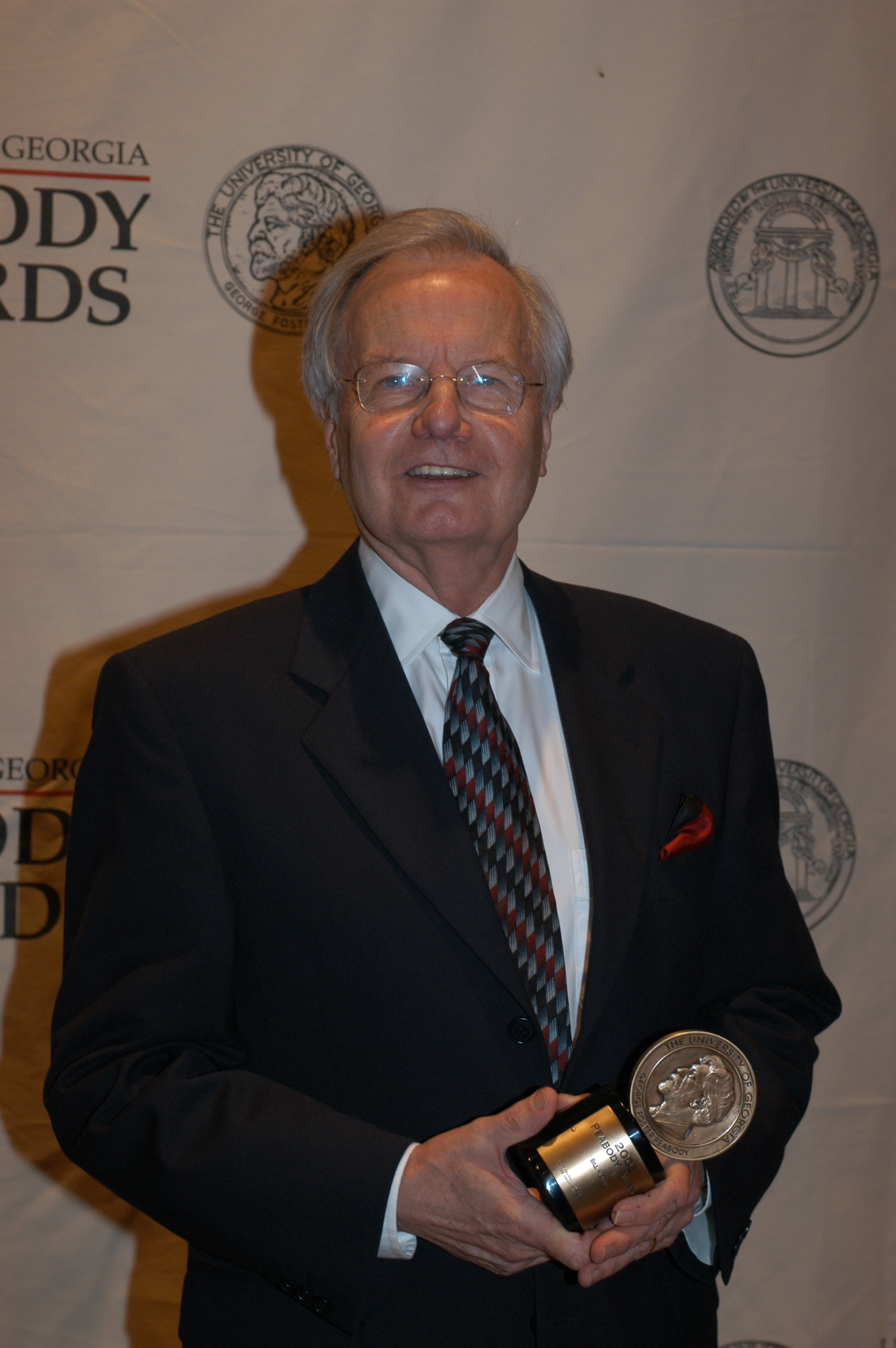
Bill Moyers, jornalista estadunidense.

| Dia | Nome                  | Profissão ou motivo de reconhecimento               | Nacionalidade             | Nasc. | Ref          |
| --- | --------------------- | --------------------------------------------------- | ------------------------- | ----- | ------------ |
| 1   | Jonathan Joss         | Ator                                                | Estados Unidos            | 1965  | [ 1 ]        |
| 2   | Pierre Nora           | Historiador                                         | França                    | 1931  | [ 2 ]        |
| 2   | Edward Brian Davies   | Matemático                                          | Reino Unido               | 1944  | [ 3 ]        |
| 2   | Gustav Mráz           | Futebolista                                         | Tchecoslováquia/ Chéquia  | 1934  | [ 4 ]        |
| 3   | Samiha Ayoub          | Atriz                                               | Egito                     | 1932  | [ 5 ]        |
| 3   | Jim Marshall          | Jogador de futebol americano                        | Estados Unidos            | 1937  | [ 6 ]        |
| 3   | Edmund White          | Romancista                                          | Estados Unidos            | 1940  | [ 7 ]        |
| 3   | Arthur Hamilton       | Compositor                                          | Estados Unidos            | 1926  | [ 8 ]        |
| 4   | Niède Guidon          | Arqueóloga, pesquisadora e professora universitária | Brasil/ França            | 1933  | [ 9 ] [ 10 ] |
| 4   | Eduardo Gageiro       | Fotógrafo                                           | Portugal                  | 1935  | [ 11 ]       |
| 4   | Philippe Labro        | Cineasta e autor                                    | França                    | 1936  | [ 12 ]       |
| 4   | Marc Garneau          | Político e astronauta                               | Canadá                    | 1949  | [ 13 ]       |
| 4   | Clark Platon          | Engenheiro civil e político                         | Brasil                    | 1930  | [ 14 ]       |
| 4   | Enzo Staiola          | Ator                                                | Itália                    | 1939  | [ 15 ]       |
| 5   | Edgar Lungu           | Político                                            | Zâmbia                    | 1956  | [ 16 ]       |
| 5   | Tom Rafferty          | Jogador de futebol americano                        | Estados Unidos            | 1954  | [ 17 ]       |
| 5   | Diana Domingues       | Pesquisadora e professora                           | Brasil                    | 1947  | [ 18 ]       |
| 5   | Bill Atkinson         | Engenheiro de computação                            | Estados Unidos            | 1951  | [ 19 ]       |
| 5   | Dennis Dauttmam       | Estilista e político                                | Brasil                    | 1964  | [ 20 ]       |
| 7   | José Luis Mollaghan   | Prelado                                             | Argentina                 | 1946  | [ 21 ]       |
| 7   | Uriah Rennie          | Árbitro de futebol                                  | Reino Unido / Jamaica     | 1959  | [ 22 ]       |
| 8   | Armindo Reis          | Escritor                                            | Portugal                  | 1954  | [ 23 ]       |
| 8   | David Greenwood       | Jogador de futebol americano                        | Estados Unidos            | 1937  | [ 24 ]       |
| 8   | Nelson de Matos       | Editor literário                                    | Portugal                  | 1945  | [ 25 ]       |
| 9   | Frederick Forsyth     | Escritor                                            | Reino Unido               | 1938  | [ 26 ]       |
| 9   | Arthur Cunha Lima     | Político                                            | Brasil                    | 1949  | [ 27 ]       |
| 9   | Sly Stone             | Músico                                              | Estados Unidos            | 1943  | [ 28 ]       |
| 10  | Suchinda Kraprayoon   | Político e general                                  | Tailândia                 | 1933  | [ 29 ]       |
| 10  | Günther Uecker        | Pintor e escultor                                   | Alemanha                  | 1930  | [ 30 ]       |
| 10  | Harris Yulin          | Ator                                                | Estados Unidos            | 1937  | [ 31 ]       |
| 10  | Günter Harder         | Matemático                                          | Alemanha                  | 1938  | [ 32 ]       |
| 10  | Gazi Yaşargil         | Neurocirurgião                                      | Turquia                   | 1925  | [ 33 ]       |
| 11  | Brian Wilson          | Músico                                              | Estados Unidos            | 1942  | [ 34 ]       |
| 11  | Tetsuo Sato           | Voleibolista                                        | Japão                     | 1949  | [ 35 ]       |
| 11  | Icko Iben             | Astrônomo                                           | Estados Unidos            | 1931  | [ 36 ]       |
| 12  | Bernard Cassen        | Jornalista                                          | França                    | 1937  | [ 37 ]       |
| 12  | José Martins Júnior   | Padre e político                                    | Portugal                  | 1938  | [ 38 ]       |
| 13  | Hossein Salami        | Militar                                             | Irão                      | 1960  | [ 39 ]       |
| 13  | Mohammad Bagheri      | Militar                                             | Irão                      | 1961  | [ 40 ]       |
| 13  | Amir Ali Hajizadeh    | Militar                                             | Irão                      | 1962  | [ 41 ]       |
| 13  | Gholam Ali Rashid     | Militar                                             | Irão                      | 1953  | [ 42 ]       |
| 13  | Fereydoon Abbasi      | Cientista nuclear                                   | Irão                      | 1958  | [ 43 ]       |
| 14  | Violeta Chamorro      | Política                                            | Nicarágua                 | 1929  | [ 44 ]       |
| 14  | Bira Presidente       | Compositor e cantor                                 | Brasil                    | 1937  | [ 45 ]       |
| 14  | Teresa Rita Lopes     | Escritora                                           | Portugal                  | 1937  | [ 46 ]       |
| 14  | Scylla Duarte Prata   | Médica                                              | Brasil                    | 1923  | [ 47 ]       |
| 14  | Liberato Caboclo      | Médico e político                                   | Brasil                    | 1938  | [ 48 ]       |
| 15  | Juan Calzadilla       | Pintor e poeta                                      | Venezuela                 | 1930  | [ 49 ]       |
| 15  | Mohammad Kazemi       | Militar                                             | Irão                      | 1961  | [ 50 ]       |
| 16  | Hélio Delmiro         | Músico                                              | Brasil                    | 1947  | [ 51 ]       |
| 16  | Patti Drew            | Cantora                                             | Estados Unidos            | 1944  | [ 52 ]       |
| 16  | Daniel Kleppner       | Físico                                              | Estados Unidos            | 1936  | [ 53 ]       |
| 17  | Manuel Hermoso Rojas  | Político                                            | Espanha                   | 1935  | [ 54 ]       |
| 17  | Cícero Sandroni       | Jornalista                                          | Brasil                    | 1935  | [ 55 ]       |
| 17  | Alfred Brendel        | Pianista                                            | Áustria                   | 1931  | [ 56 ]       |
| 17  | Bernard Lacombe       | Futebolista                                         | França                    | 1952  | [ 57 ]       |
| 18  | Lou Christie          | Cantor e compositor                                 | Estados Unidos            | 1943  | [ 58 ]       |
| 18  | Braulio Musso         | Futebolista                                         | Chile                     | 1930  | [ 59 ]       |
| 18  | José Luís Pio Abreu   | Psiquiatra e escritor                               | Portugal                  | 1944  | [ 60 ]       |
| 18  | Brito Sozinho         | Diplomata e empresário                              | Angola                    | 1941  | [ 61 ]       |
| 19  | Francisco Cuoco       | Ator                                                | Brasil                    | 1933  | [ 62 ]       |
| 19  | Léon Krier            | Arquiteto                                           | Luxemburgo                | 1946  | [ 63 ]       |
| 19  | António Morato        | Futebolista                                         | Portugal                  | 1937  | [ 64 ]       |
| 19  | Jack Betts            | Ator                                                | Estados Unidos            | 1929  | [ 65 ]       |
| 19  | Aziza Baroud          | Política                                            | Chade                     | 1965  | [ 66 ]       |
| 19  | Roger Haight          | Sacerdote                                           | Estados Unidos            | 1936  | [ 67 ]       |
| 19  | Raymond Laflamme      | Físico                                              | Canadá                    | 1960  | [ 68 ]       |
| 20  | José Mouta Liz        | Terrorista                                          | Portugal                  | 1939  | [ 69 ]       |
| 20  | Pauli Nevala          | Lançador de dardos                                  | Finlândia                 | 1940  | [ 70 ]       |
| 20  | Francis Graham-Smith  | Astronômo                                           | Reino Unido               | 1923  | [ 71 ]       |
| 20  | Ivar Giaever          | Físico                                              | Noruega/ Estados Unidos   | 1929  | [ 72 ]       |
| 21  | Kailash Purryag       | Político                                            | Ilhas Maurícias           | 1947  | [ 73 ]       |
| 21  | Denis Lathoud         | Handebolista                                        | França                    | 1966  | [ 74 ]       |
| 22  | Francesco Pazienza    | Empresário                                          | Itália                    | 1946  | [ 75 ]       |
| 22  | Franco Testa          | Ciclista                                            | Itália                    | 1938  | [ 76 ]       |
| 22  | Claudete Joubert      | Atriz                                               | Brasil                    | 1951  | [ 77 ]       |
| 22  | Joe Marinelli         | Ator                                                | Estados Unidos            | 1957  | [ 78 ]       |
| 23  | Lea Massari           | Atriz                                               | Itália                    | 1933  | [ 79 ]       |
| 23  | Kamal Hanna Bathish   | Prelado                                             | Palestina                 | 1931  | [ 80 ]       |
| 24  | Alvaro Vitali         | Ator                                                | Itália                    | 1950  | [ 81 ]       |
| 24  | Ina Césaire           | Dramaturga                                          | França                    | 1942  | [ 82 ]       |
| 25  | Gerry Philbin         | Jogador de futebol americano                        | Estados Unidos            | 1941  | [ 83 ]       |
| 26  | Lalo Schifrin         | Pianista e compositor                               | Argentina/ Estados Unidos | 1932  | [ 84 ]       |
| 26  | Bill Moyers           | Jornalista                                          | Estados Unidos            | 1934  | [ 85 ]       |
| 26  | Carolyn McCarthy      | Política                                            | Estados Unidos            | 1941  | [ 86 ]       |
| 27  | Takahiro Shiraishi    | Serial killer                                       | Japão                     | 1990  | [ 87 ]       |
| 27  | Ruy Carlos Ostermann  | Político, escritor e jornalista                     | Brasil                    | 1934  | [ 88 ]       |
| 27  | Ileana Silai          | Corredora                                           | Roménia                   | 1941  | [ 89 ]       |
| 27  | Hans-Joachim Queisser | Físico                                              | Alemanha                  | 1927  | [ 90 ]       |
| 27  | Anísio Mello Júnior   | Músico                                              | Brasil                    | 1965  | [ 91 ]       |
| 28  | José Ornellas         | Político                                            | Brasil                    | 1921  | [ 92 ]       |
| 28  | Dave Parker           | Beisebolista                                        | Estados Unidos            | 1951  | [ 93 ]       |
| 28  | Mabandla Dlamini      | Político                                            | Essuatíni                 | 1930  | [ 94 ]       |
| 29  | Alan Peacock          | Futebolista                                         | Reino Unido               | 1937  | [ 95 ]       |
| 30  | Lajos Sătmăreanu      | Futebolista                                         | Roménia                   | 1944  | [ 96 ]       |
| 30  | Wanda dos Santos      | Atleta                                              | Brasil                    | 1931  | [ 97 ]       |
| 30  | Mary Terezinha        | Cantora e acordeonista                              | Brasil                    | 1946  | [ 98 ]       |
| 30  | Jim Shooter           | Escritor                                            | Estados Unidos            | 1951  | [ 99 ]       |
| 30  | Luis Pascual Dri      | Prelado                                             | Argentina                 | 1927  | [ 100 ]      |
| 30  | Cláudio Barradas      | Padre                                               | Brasil                    | 1930  | [ 101 ]      |